# OTHERS
『OTHERS』（アザーズ）は、2015年10月3日から2017年3月25日までJ-WAVEで放送されていたラジオ番組。ナビゲーターはふかわりょう。
『ROCKETMAN SHOW』『life is music』に続く番組として放送開始。